# Baymax!
 (août 2022).
Baymax! est une série télévisée d'animation américaine de 6 épisodes de 10 à 11 minutes créée par Don Hall, produite par les Walt Disney Animation Studio et diffusée le 29 juin 2022 sur la plateforme de streaming Disney+. Il s'agit d'un spin-off du film d'animation Les nouveaux héros, de sa série d'animation Baymax et les Nouveaux Héros et de la bande dessinée éponyme.

## Synopsis
La série se concentre sur le personnage principal des Nouveaux Héros, Baymax, qui vient en aide aux habitants de la ville de San Fransokyo.

## Distribution

### Voix originales
- Scott Adsit : Baymax, le robot soignant créée par Tadashi, le frère d'Hiro.
- Ryan Potter : Hiro Hamada, un étudiant à l'université de technologie de San Fransokyo.
- Maya Rudolph : Cassie, la tante de Hiro
- Zeno Robinson (en) : Ali, l'ami de Sofia
- Emily Kuroda : Kiko, une patiente
- Lilimar : Sofia, une patiente à l'école
- Jaboukie Young-White : Mbita
- Brian Tee : Yukio

### Voix françaises
- Arnaud Crèvecœur / Kyan Khojandi[n 1] : Baymax
- Robin Ledroit : Hiro Hamada
- Fanny Roy : Cassie
- Nathalie Hons : Kiko
- Arthur Dubois : Ali
- Alayin Dubois : Sofia
- Audrey D'Hulstère : Lana et Sayaka
- Benjamin Thomas : Tyreek, Simon et Yukio
- Alice Moons : Kara
- Maxime Donnay : Mobida
- Fabienne Loriaux : Marie

### Voix québécoises
- Paul Doucet : Baymax
- Alexis Plante : Hiro Hamada
- Nadia Paradis : Cassie
- Claudine Chatel : Kiko
- Matis Ross : Ali
- Fanny-Maude Roy : Sofia
- Éric Paulhus : Simon
- Sofia Blondin : Sayaka
- Alexandre Bacon : Tyreek
- Isabelle Leyrolles : Marie
- Marie-Ève Sansfaçon : Kara
- Lyndz Dantiste : M'bida

## Épisodes

### Première saison (2022)
1. Cassie
2. Kiko
3. Sofia
4. Mbita
5. Yachi (partie 1)
6. Baymax (partie 2)